# Кэри, Джеймс Бэррон
Джеймс Бэррон Кэри (англ. James Barron Carey; 12 августа 1911, Филадельфия — 11 сентября 1973, Силвер-Спринг (Мэриленд)) — американский профсоюзный деятель и политик, основатель профсоюза рабочих радиоэлектронной отрасли, в 1955—1973 — вице-президент АФТ-КПП. Представитель антикоммунистического крыла в американском и международном рабочем движении.

## Образование и ранняя работа
Родился в многодетной семье выходцев из Ирландии. Отец Джеймса Кэри был кассиром Монетного двора. Окончил католическую приходскую школу. С 14 лет работал во внешкольное время сначала на фабрике металлических изделий, потом помощником киномеханика.
Изучал электротехнику в Дрексельском университете, учился в Уортонской школе бизнеса (вечерняя школа Пенсильванского университета) по курсу финансов и торговли, промышленного управления и организации бизнеса.

## Профсоюзная деятельность

### Организатор профдвижения
С 1929 Джеймс Кэри — электрик в радиолаборатории, принадлежащей радиоэлектротехнической компании Philco Radio Corporation. С группой единомышленников создал профсоюзную ячейку (формально в виде «клуба рыбаков»). После введение президентом Рузвельтом в июне 1933 Закона о восстановлении национальной промышленности — National Industrial Recovery Act — Кэри организовал на предприятии кампанию за его выполнение. Кэри возглавил трёхдневную забастовку, в которой участвовали 5 тысяч человек, и добился заключения коллективного договора. В октябре 1933 стал делегатом местной конференции АФТ.
В декабре 1933 Джеймс Кэри участвовал в нью-йоркском совещании профсоюзных активистов радиоэлектронной отрасли. В 22-летнем возрасте возглавил Национальный совет работников радиоэлектронной промышленности. С 1936 — президент Объединённого профсоюза рабочих радио- и электромеханической промышленности, состоявшего в КПП. Тесно сотрудничал с лидерами КПП Джоном Льюисом и Филипом Мюрреем. С 1938 Джеймс Кэри — секретарь-казначей КПП.
Джеймс Кэри идейно ориентировался на католическое социальное учение. На профсоюзных постах он не только отстаивал права и интересы членов профсоюза, но выступал за глубокие преобразования социально-трудовых отношений, новую организацию труда, демократизацию промышленного управления. Был организатором ряда забастовок и публичных кампаний в радиоэлектронной отрасли.
Вопреки традиционным подходам американского профдвижения, Кэри максимально расширял охват «профсоюзного бизнеса» — устанавливал связи рабочих с «белыми воротничками» и мелкими акционерами. Этот подход усиливал позиции позиции в переговорах с работодателями. В то же время Кэри установил систему жёсткого организационно-кадрового контроля в возглавляемом профсоюзе.

### Политические конфликты
Политически Джеймс Кэри был убеждённым антикоммунистом. Он активно боролся против проникновения КП США в профсоюзное движение. Такие попытки были характерны для периода 1930—1940-х годов, особенно в годы Второй мировой войны, когда США и СССР являлись союзниками по Антигитлеровской коалиции. Кэри считал коммунизм и СССР такими же врагами, как нацизм и Третий рейх.

В прошлой войне мы объединились с коммунистами, чтобы бить фашистов. В будущей войне мы объединимся с фашистами, чтобы разгромить коммунистов.

Джеймс Кэри

Особенно активно американская компартия действовала в профсоюзах-членах КПП. В профсоюзе радиоэлектронщиков произошёл раскол по политическому признаку, и в 1941 Кэри потерпел поражение на выборах главы объединения. Однако как секретарь-казначей КПП он оставался влиятельной фигурой американского профдвижения. В своём профсоюзе Кэри создал группу «Демократическое действие», боровшуюся против коммунистического влияния. Кэри и его сторонники вели активную борьбу за смену политической ориентации профсоюза, примыкали к маккартистскому движению. В итоге линия Кэри возобладала. В 1955 КПП объединился с АФТ в единое профдвижение АФТ—КПП, где Джеймс Кэри занял пост вице-президента.
Несмотря на общность антикоммунистических взглядов, Кэри конфликтовал с многолетним президентом АФТ—КПП Джорджем Мини. Как представитель другой генерации профдвижения, Кэри критиковал консерватизм Мини и его узкокорпоративные подходы к профсоюзным проблемам.

## Международная и государственная деятельность
Джеймс Кэри представлял американские профсоюзы в международном профсоюзном движении. Руководил Международным объединением рабочих радио- и электромеханической промышленности. Неоднократно выезжал на международные мероприятия по поручениям КПП и Филипа Мюррея. Поддерживал связи с антикоммунистическими политэмигрантами из стран Восточной Европы.
В 1948 Кэри добился выхода КПП из подверженной коммунистическому влиянию ВФП. Он сыграл видную роль в учреждении МКСП.
В 1941—1942 Джеймс Кэри состоял в Национальном военном управлении по делам труда — федеральном агентстве, регулировавшем социально-трудовые отношения в условиях Второй мировой войны. В 1946 президент Трумэн ввёл Кэри в Президентский комитет по гражданским правам. При участии Кэри были подготовлены проекты преодоления расовой сегрегации в трудовых отношениях.

## Семейная трагедия. Кончина и память
Личная жизнь Джеймса Кэри сложилась трагично. В январе 1950 его восьмилетняя дочь Патрисия была сбита автомобилем и стала инвалидом. Жена Маргарет, дочь Патрисия, сын Джеймс ушли из жизни раньше Джеймса Кэри.
Джеймс Кэри скончался в собственном доме от сердечного приступа в возрасте 62 лет.
Именем Джеймса Кэри названа библиотека Ратгерского университета. Его архивы в Президентской библиотеке-музее Джона Ф. Кеннеди и Президентской библиотеке-музее Гарри С. Трумэна. Осенью 2006 в Ратгерском университете была проведена выставка, посвящённая жизненному пути Джеймса Кэри.